# Губернаторский дворец (Санта-Фе)
Губернаторский дворец (исп. Palacio de los Gobernadores) — здание из самана, построенное в 1610 году в Санта-Фе, Нью-Мексико. Находится на улице Палас-авеню, между Линкольн-авеню и Вашингтон-авеню, в историческом районе города. Губернаторский дворец на протяжении веков служил резиденцией правительства штата Нью-Мексико и считается старейшим постоянно занимаемым общественным зданием в США.
Только что назначенный губернатор испанской территории, покрывающей большую часть американского юго-запада, Педро де Перальта начал строительство Губернаторского дворца в 1610, хотя последнее исследование показало, что датой его основания нужно считать 1618 год. В последующие годы дворец переходил из рук в руки, как и территория самого Нью-Мексико: он видел восстание пуэбло в 1680 году, как и последующее отвоёвывание земель испанцами в 1693—1694, получение независимости Мексикой в 1821 году, и, наконец, перешёл во владение США в 1848 году.